# Tatjana Lwowna Nikolskaja
Tatjana Lwowna Nikolskaja (russisch Татьяна Львовна Никольская; * 2. Juni 1945 in Leningrad) ist eine sowjetische bzw. russische Literaturwissenschaftlerin und Hochschullehrerin.

## Leben
Nikolskaja studierte an der Universität Leningrad in der Philologie-Fakultät mit Abschluss 1969 im Fachbereich Russische Sprache und Literatur. Sie hatte 1966 Leonid Tschertkow geheiratet, mit dem sie 1967 die Erstausgabe der Gedichte Konstantin Waginows und bald darauf auch die der Gedichte Konstantin Olimpows bewerkstelligte. Die Ehe wurde 1974 geschieden, und Tschertkow emigrierte nach Wien.
Nikolskajas Forschungsschwerpunkt wurde die Russische Avantgarde (Sofija Jakowlewna Parnok, Sergei Neldichen, Leonid Dobytschin, Igor Terentjew, Ilja Sdanewitsch, Alexander Tufanow, Juri Marr u. a.). Sie bereitete Erstausgaben und Gesamtausgaben vor und verfasste etwa 250 wissenschaftliche Fachartikel. Sie studierte insbesondere die russisch-georgischen literarischen Beziehungen, die Geschichte des Futurismus in Georgien und das Werk Grigol Robakidses. Sie lebte zeitweise in Georgien und studierte die Georgische Sprache.
Seit 1987 arbeitet Nikolskaja als Bibliothekarin in der Bibliothek der Leningrader Abteilung des Instituts für Orientstudien der Akademie der Wissenschaften der UdSSR (AN-SSSR, seit 1991 Russische Akademie der Wissenschaften (RAN)), die 2007 das Institut für Orientalische Handschriften der RAN wurde. Sie berichtete auf internationalen Konferenzen über georgischer Kunst in Tiflis 1989, über das Werk Schota Rustawelis in Turku 1991, zum 100. Geburtstag Roman Jakobsons in Moskau 1996 und auf Avantgarde-Konferenzen in Italien, den USA, den Niederlanden, Kroatien, Serbien, Schweden u. a. Regelmäßig beteiligte sie sich an der Durchführung der Konferenzen mit Tynjanow-Lesung in Lettland.
Nikolskaja hielt 2005 eine Vorlesung über georgische Literatur in der Orientalistik-Fakultät der Universität St. Petersburg. Im Museum der St. Petersburger Avantgarde in St. Petersburg und auch in der Philologie-Fakultät der Universität Helsinki hielt sie 2011 eine Vorlesung über den Futurismus in Georgien und die 1918 entstandene Tifliser Futuristen-Gruppe 41° (Alexei Krutschonych,  Ilja Sdanewitsch, Kirill Sdanewitsch und Igor Terentjewitsch). Sie ist Mitglied des Schriftstellerverbands St. Petersburgs (seit 2002) und des Russischen PEN-Zentrums (seit 2007).

## Ehrungen, Preise
- A.- Krutschonych-Preis (Cherson 1993)[2]
- Internationaler Dawil-Burljuk-Futuristen-Preis des Dichters und Philologen Sergei Birjukow[3]
- Orden der Ehre Georgiens (2003)[2]
- Georgievich Award. Heaven 49 (St. Petersburg 2020)
- Andrei-Bely-Preis (2023)